# Apatesia
Az Apatesia a szegfűvirágúak (Caryophyllales) rendjébe, ezen belül a kristályvirágfélék (Aizoaceae) családjába tartozó nemzetség.

## Előfordulásuk
Az Apatesia-fajok természetes körülmények között kizárólag a Dél-afrikai Köztársaság területén találhatók meg.

## Rendszerezés
A nemzetségbe az alábbi 3 faj tartozik:
- Apatesia helianthoides (Aiton) N.E.Br.
- Apatesia pillansii N.E.Br.
- Apatesia sabulosa (Thunb.) L.Bolus